# 山上有紀
山上 有紀（やまがみ ゆき、1995年3月6日 - ）は、日本の女子バレーボール選手である。

## 来歴
神奈川県茅ヶ崎市出身。家族が皆バレーボールをしていた影響で、中学1年次からバレーボールを始めた。茅ヶ崎市立鶴嶺中学校から東海大学付属相模高等学校に進む。神奈川県の女子高校バレーは飛び抜けた上位2チームが強く東海大相模の高校メジャー大会への出場はなかったが、2012年10月にタイのナコンパトムで開催されたアジアジュニア選手権の代表に選出された。同大会においては、司令塔としてフル出場し3位入賞を果たすと共に、自らもベストセッターに耀いた。
翌2013年に東海大学に進学すると、全日本ジュニア代表に選出され、6月にチェコのブルノで開催された第17回世界ジュニア選手権に出場。司令塔としてチームを牽引し、28年ぶりとなるチーム準優勝に貢献した。
国内では2015年12月に開催された全日本インカレにおいて、4年ぶり7回目となる優勝に貢献し自らもセッター賞を獲得した。
2016年12月6日、V・プレミアリーグのトヨタ車体クインシーズは、山上ら3選出の内定を発表した。2017年11月12日の久光製薬戦に途中出場しプレミアリーグデビューを果たした。
2024年、トヨタ車体を退団。7月にデンソーエアリービーズ入団が発表された。

## 所属クラブ
- 茅ヶ崎市立鶴嶺中学校
- 東海大学付属相模高等学校（2010-2013年）
- 東海大学（2013-2017年）
- トヨタ車体クインシーズ（2017-2024年）
- デンソーエアリービーズ（2024年-）

## 受賞歴
- 2012年
  - アジアジュニア選手権 ベストセッター賞
  - 松前重義賞[6]
- 2015年 - 全日本インカレ セッター賞[9]

## 個人成績
Vプレミアリーグレギュラーラウンドにおける個人成績は下記の通り。
| シーズン | 所属       | 出場 | 出場   | アタック | アタック | アタック | アタック | ブロック | ブロック | サーブ | サーブ | サーブ | サーブ | レセプション | レセプション | 総得点 | 備考     |
| -------- | ---------- | ---- | ------ | -------- | -------- | -------- | -------- | -------- | -------- | ------ | ------ | ------ | ------ | ------------ | ------------ | ------ | -------- |
| シーズン | 所属       | 試合 | セット | 打数     | 得点     | 決定率   | 効果率   | 決定     | /set     | 打数   | エース | 得点率 | 効果率 | 受数         | 成功率       | 総得点 | 備考     |
| 2016/17  | トヨタ車体 | 2    | 0      | 0        | 0        | 0.0%     |          | 0        | 0.00     | 0      | 0      |        | 0.0%   | 0            | 0.0%         | 0      | 内定選手 |
| 2017/18  | トヨタ車体 | 21   | 11     | 4        | 0        | 0.0%     |          | 0        | 0.00     | 17     | 2      |        | 16.2%  | 0            | 0.0%         | 2      |          |
| 2018/19  | トヨタ車体 |      |        |          |          | %        | %        |          |          |        |        | %      | %      |              | %            |        |          |